# アラビアオリックス
アラビアオリックス (Oryx leucoryx) は、哺乳綱偶蹄目（鯨偶蹄目とする説もあり）ウシ科オリックス属に分類される偶蹄類。

## 分布
イエメン、イラク、エジプト（シナイ半島）、クウェート、シリアでは絶滅。アラブ首長国連邦、イスラエル、オマーン、サウジアラビア、ヨルダンに再導入。
以前はシリアからシナイ半島・アラビア半島にかけて分布していた。

## 形態
頭胴長（体長）160 - 178センチメートル。肩高76 - 86センチメートル。体重65 - 75キログラム。全身の毛衣は白い。これにより太陽光線を反射し、熱を吸収しづらくなると考えられている。顔に黒褐色の斑紋が入る。額と鼻面の暗色斑は繋がらず、眼の周囲と喉の暗色斑が繋がる。体側面に黄褐色や黒褐色の帯模様が入る。蹄上部を除く四肢は濃褐色や黒。冬季になると黒くなり、寒い時に熱を吸収しやすくなると考えられている。
耳介の幅は狭い。角はほぼ直線的で、わずかに後方へ湾曲する。最大角長72.5センチメートル。
幼獣は全身の毛衣が淡黄褐色で、暗色斑が入らない。

## 生態
以前は石が多い砂漠に生息していた。オスは単独で生活するか、若い個体のみで群れを形成する。メスは8 - 10頭からなる小規模な群れを形成して生活する。
多肉植物を食べるが、低木の若芽、地下茎、根、果実なども食べる。
繁殖様式は胎生。春季から夏季になると1頭のオスと十数頭のメスからなる群れを形成し、時に100頭にもなる大規模な群れを形成する事もある。オス同士はメスを巡って角を突きあわせて争う。妊娠期間は約240日。主に10月から翌5月に、1回に1頭の幼獣を産む。授乳期間は約4か月半。生後2 - 2年半で性成熟する。
天敵として ヒョウ、オオカミがいる。

## 人間との関係
ユニコーンのモデルとする説もある。
生息地では食用や薬用とされるだけでなく、毛皮が利用される事もあった。
19世紀には激減し、アラビア半島を除いてみられなくなった。1950年代になると道路が整備されたこともあり、自動車や飛行機から銃器を用いて狩猟されるようになった。野生個体は、1972年に絶滅した。1962年から野生個体3頭を捕獲（4頭を捕獲したが1頭は死亡）して世界各地で飼育されていた6頭とあわせた計9頭がアリゾナ州のフェニックス動物園に集めて飼育下繁殖され、1980年のオマーンをはじめとして飼育下繁殖個体の再導入が進められている。2017年の時点では再導入された個体数は、安定しているか増加傾向にあると考えられている。一方でオマーンでは1993年には個体数が400頭まで増加したとされるが、1999年には飼育目的の密猟により個体数が100頭まで減少した例がある。オマーンの保護区はユネスコの世界遺産に認定されていたものの、保護区の約90 %を縮小し採掘調査を許可したこともあって、2007年に世界で初めて登録を抹消された世界遺産となった。過放牧による生息地の破壊、干ばつによる影響も懸念されている。サウジアラビアでも1998 - 2008年にかけて、干ばつにより個体数が減少した。1975年のワシントン条約発効時から、ワシントン条約附属書Iに掲載されている。
アラビアオリックスはアラブ首長国連邦、カタール、ヨルダン、バーレーン、オマーンなどのアラビア半島諸国で国獣に指定されている。とくにカタールでは国の象徴としてしばしば用いられ、カタール航空のロゴや、カタールで開催された2006年アジア競技大会のマスコットもアラビアオリックスにもとづく。
日本では1988年に、横浜市立金沢動物園が初めて本種を飼育した。